# Troika Games
Troika Games bylo herní vývojářské studio se zaměřením na RPG hry. Bylo založeno v roce 1998 třemi klíčovými členy týmu, odpovědného za RPG Fallout, poté, co opustili Interplay. Jsou to Tim Cain, Leonard Boyarsky a Jason Anderson.
Studio vytvořilo za svou sedmiletou existenci pouze tři hry - Arcanum: Of Steamworks and Magick Obscura, The Temple of Elemental Evil a Vampire: The Masquerade - Bloodlines. U poslední jmenované se jedná o první titul s licencovaným Source enginem a byla vydána ve stejný den jako Half-Life 2.
Na začátku roku 2005 se Troika dostala do finančních problémů, které vedly k propuštění zaměstnanců a rozprodání majetku.
Zaměstnanci pak našli uplatnění v následujících společnostech:
- Blizzard Entertainment
- Sony Computer Entertainment
- Obsidian Entertainment
- Activision
- Point of View
- Mythic Entertainment
- Seven Studios
- Day One Studios
- Swingin' Ape
- Turtle Rock Studios
- Treyarch